# Sulphur Rock
Sulphur Rock – miasto w Stanach Zjednoczonych, w stanie Arkansas, w hrabstwie Independence.